# São Raimundo das Mangabeiras (kommun)
São Raimundo das Mangabeiras är en kommun i Brasilien.   Den ligger i delstaten Maranhão, i den östra delen av landet, 1 000 km norr om huvudstaden Brasília. Antalet invånare är 17 480.
Följande samhällen finns i São Raimundo das Mangabeiras:
- São Raimundo das Mangabeiras

Omgivningarna runt São Raimundo das Mangabeiras är huvudsakligen savann. Runt São Raimundo das Mangabeiras är det mycket glesbefolkat, med 4 invånare per kvadratkilometer.